# Titicaca
Il Titicaca è un lago (8.330 km²) situato tra Perù e Bolivia. Con la sua altitudine di 3.812 m sul livello del mare è il lago navigabile con maggiore altitudine al mondo. La sua profondità massima è di 281 metri. È il diciottesimo lago più grande al mondo.

## Etimologia del termine Titicaca
Il lago Titicaca prende il suo nome dall'isola chiamata Intikjarka, parola che deriva da due parole aymara e quechua: Inti ovvero Sole e kjarka ovvero masso rupestre.
Un'altra ipotesi sostiene che derivi da Titi, ovvero gatto o puma, e kaka, cioè pietra. Il tutto significherebbe quindi puma di pietra in quanto, dall'alto, il lago avrebbe la forma di un puma che caccia una viscaccia (roditore della famiglia dei cincillà).

## Geografia

### Estensione
Il Lago Titicaca misura 204 km di lunghezza per 65 di larghezza massima, ed occupa una area di 8.372 km², dei quali 4.772 km² sono in Perù e 3.790 km² in Bolivia.
È formato da due bacini d'acqua separati dallo Stretto di Tiquina. Il più grande, situato a nord, è denominato Lago Mayor o Chucuito, ha una superficie di 6450 km² e possiede la massima profondità del lago (-281 m) vicino all'Isola di Soto.
L'altro bacino più piccolo è chiamato Lago Menor o Huiñamarca, è situato a sud e possiede una superficie di 2.112 km², ed una profondità massima di -45 metri.
Grazie alla purezza dell'acqua, il lago è particolarmente trasparente (da 15 a 65 metri di visibilità massima), e la qualità della luce è eccezionale; le montagne, nonostante la distanza (oltre 20 chilometri dalla sponda peruviana) sono ben visibili.

## Isole

### Perù
- Amantaní
- Anapia
- Campanario
- Isole galleggianti degli Uros (isole artificiali)
- Soto
- Suasi
- Taquile

### Bolivia

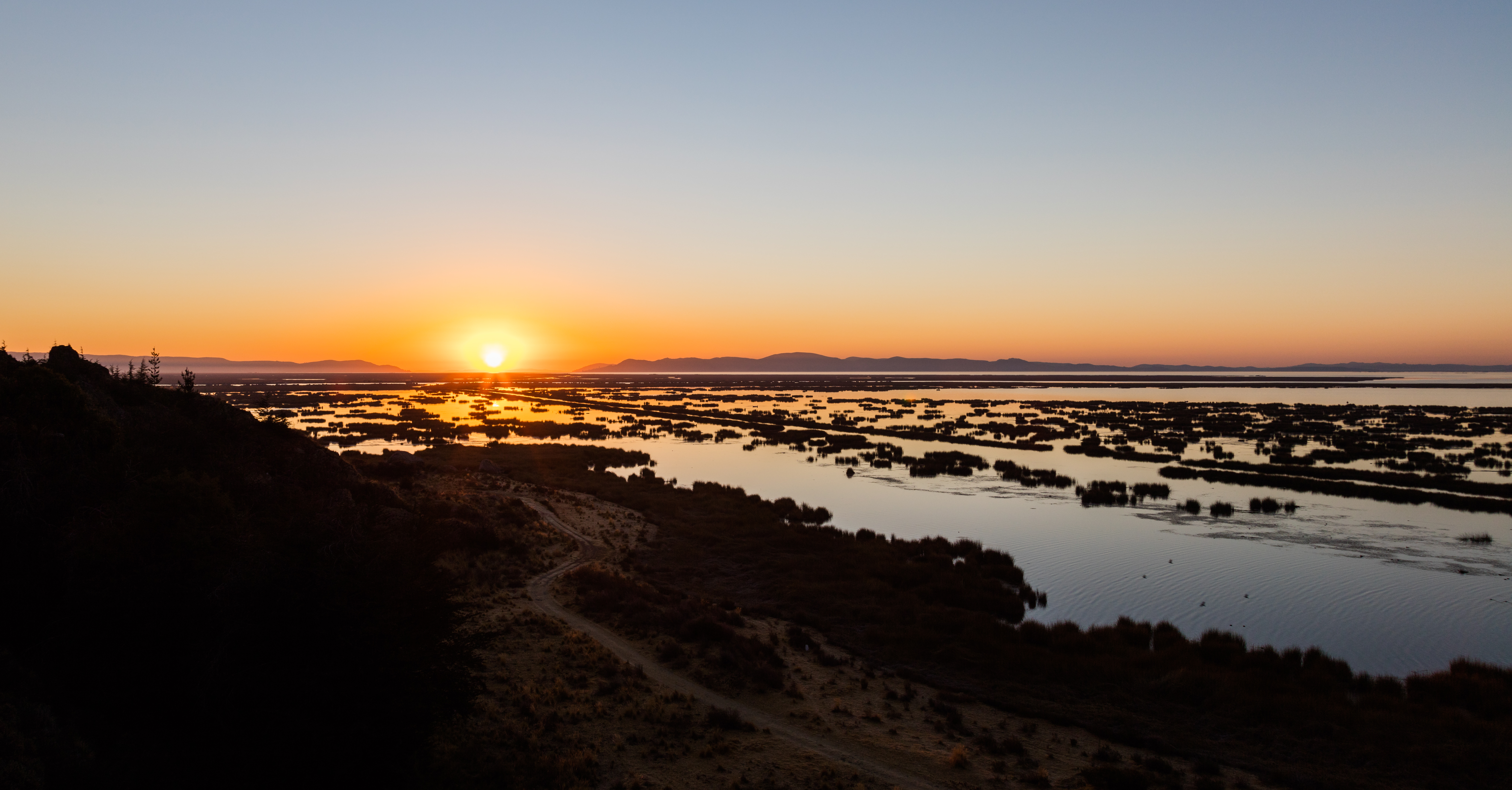
Lago Titicaca durante l'alba.

- Isla de la Luna
- Isla del Sol
- Kalahuta
- Suriki

## Città

### Bolivia
- Copacabana
- Desaguadero
- Guaqui
- San Pablo de Tiquina

### Perù
- Civiltà Chimú
- Chucuito
- Conima
- Juli
- Moho
- Pomata
- Puno
- Yunguyo
- Zepita